# COG

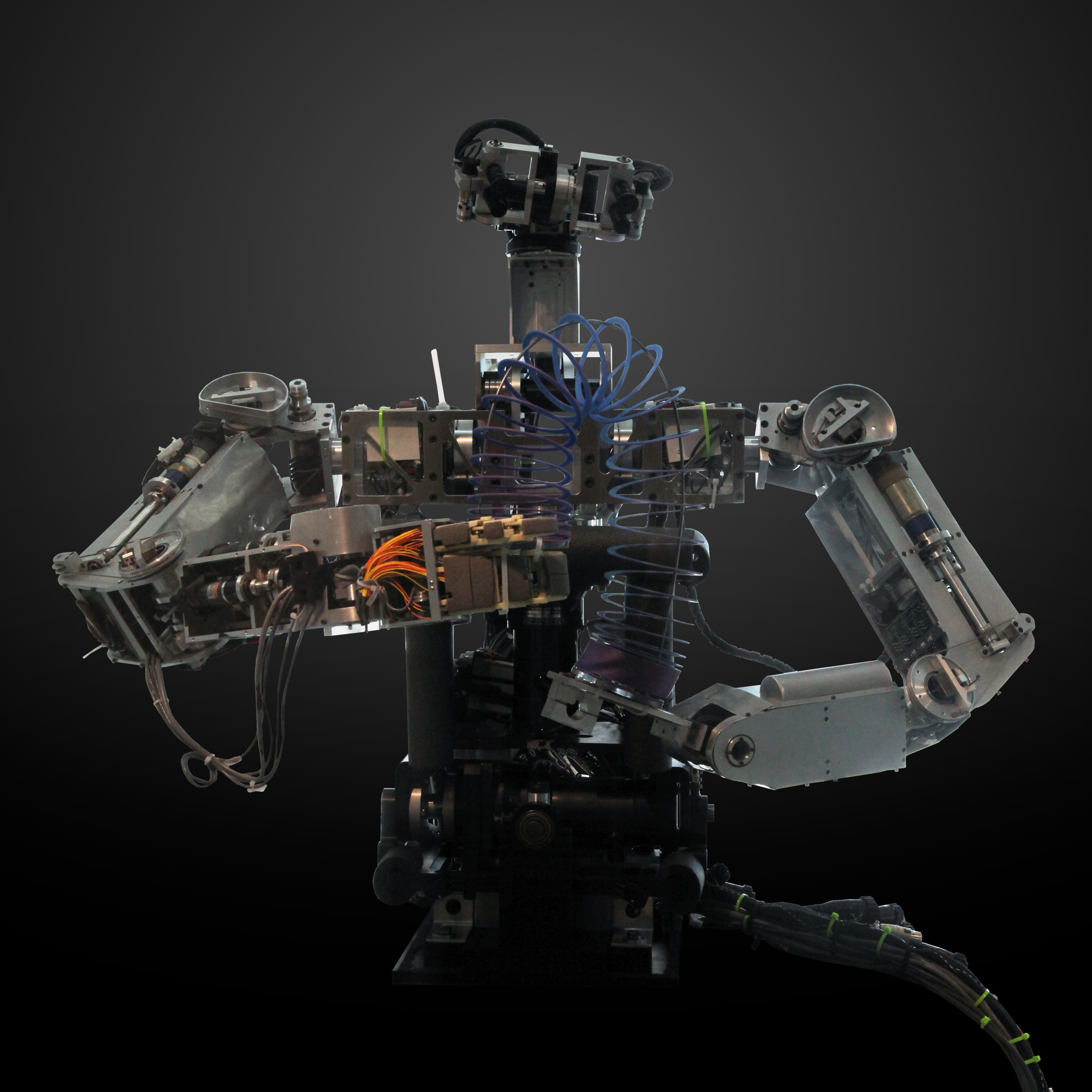
El robot COG en una exposición

COG fue un proyecto de creación de un robot autónomo inteligente con forma humana. Comenzó en el año 1993, en el Laboratorio de inteligencia artificial, del Instituto Tecnológico de Massachusetts (MIT). El reto consistía en que el robot aprendiese a "pensar" a través de un proceso de aprendizaje cognitivo, basado en la experiencia y la interacción social, semejante al que permite aprender a las personas durante su infancia. 
Para lograrlo, se creó un sistema físico integrado semejante al de un humano (excluyendo las piernas), que contase con cabeza, cuello, tronco y brazos. Al robot le dieron el nombre de Cog, abreviatura de cognición (en inglés, cognition). Fue dotado de visión, escucha y habla así como de destreza en la manipulación de objetos y movimientos de sus miembros. Este esfuerzo supuso el reto inicial de ingeniería del equipo del MIT. El segundo reto, más ambicioso, consistía en ampliar el conocimiento en el campo de la cognición humana.
El resultado final del proyecto era contribuir con nuevos conocimientos frutos de la investigación, al debate sobre como la inteligencia artificial, la ciencia cognitiva, la lingüística y la filosofía teorizan en torno al concepto de inteligencia. 
Aunque el equipo de trabajo del mencionado laboratorio sigue activo con nuevos proyectos en el mismo campo de investigación, el proyecto COG está suspendido desde 2003, último año en que los investigadores publicaron artículos referidos al desarrollo del proyecto.

## Creadores de COG
Los creadores de COG, Rodney A. Brooks y Lynn Andrea Stein, publicaron en 1993 un artículo titulado "Building Brains for Bodies"(en español, "Construir cerebros para cuerpos"), donde desarrollaban la idea, objetivos, justificación y detalles técnicos del proyecto. 
Lynn Andrea Stein es actualmente profesora de Ciencia Computacional e Ingeniería en el Franklin W. Olin College of Engineering en Needham, Massachusetts y es miembro del Laboratorio de Inteligencia Artificial del MIT desde 1990, del cual, Rodney Brooks ha sido director desde 2003 hasta el año 2007. Los campos de conocimiento de ambos especialistas abarcan desde la inteligencia artificial, la vida artificial, la robótica y la arquitectura cognitiva hasta la programación interactiva, la microrrobótica, la visión computacional o la exploración planetaria. Durante los diez años que el proyecto ha estado en desarrollo, diferentes estudiantes postgraduados del MIT, han colaborado en diferentes épocas y áreas de investigación para la creación de COG.

## Línea de investigación
Ambos autores basaban sus ideas en diferentes estudios realizados previamente y se basaron en la siguiente hipótesis: 

Un humanoide inteligente necesita interacciones humanoides con el mundo que le rodea.
Rodney Brooks, Building brains for bodies

. 
A partir de esta afirmación, trabajaron en una línea opuesta a las tendencias tradicionales, que asegura que la inteligencia no puede separarse de las experiencias subjetivas que experimenta su cuerpo.

## Logros y retos del proyecto
El robot COG tiene un sistema de oído, tacto, vocalización y vista altamente desarrollados. Su sistema de visión le permite a través de las cámaras incorporadas en su sistema, no solo visualizar objetos y personas, sino también responder visualmente a los movimientos que estos puedan realizar.
Además, un sistema mecánico referido a los grados de libertad (DOF, del inglés Degrees of Freedom) que posee en el tronco, cabeza, brazos y cuello, le permiten realizar movimientos con suficiente flexibilidad y orientar su cuerpo en función de los estímulos que recibe.
Sin embargo todavía no han conseguido desarrollar lo suficiente otros aspectos como los sensores táctiles, olfativos y del sentido del gusto. Otro reto supone ampliar su capacidad de elección entre los comportamientos aprendidos a través de un modelo de motivación. COG reconoce objetos y personas, pero no es capaz de hacerlo en tiempo real, solo a través de procesos de aprendizaje. COG tiene memoria, pero solo asociada y limitada a experimentos particulares. Para COG el tiempo no existe. Vive en una especie de presente eterno.

## Proyectos en esta misma línea.
COG no es el único robot humanoide ya que existen proyectos que trabajan en una línea semejante como son el humanoide ASIMO de la empresa Honda, el robot Qrio de Sony, o el robot PINO de Kitano Symbiotic Systems.